# Oiry
Oiry ist eine französische Gemeinde mit 886 Einwohnern (Stand: 1. Januar 2022) im Département Marne in der Region Grand Est. Sie gehört zum Arrondissement Épernay und zum Kanton Épernay-2. Die Einwohner werden Oiryats genannt.

## Geographie
Oiry liegt etwa 26 Kilometer südsüdöstlich von Reims. Umgeben wird Oiry von den Nachbargemeinden Aÿ-Champagne im Norden, Plivot im Osten, Flavigny im Südosten, Avize im Süden, Cramant im Südwesten sowie Chouilly im Westen.
Die Weine gehören zum Anbaugebiet Côte des Blancs.

## Bevölkerungsentwicklung
| Jahr                       | 1962 | 1968 | 1975 | 1982 | 1990 | 1999 | 2006 | 2011 | 2018 |
| -------------------------- | ---- | ---- | ---- | ---- | ---- | ---- | ---- | ---- | ---- |
| Einwohner                  | 373  | 371  | 490  | 512  | 982  | 946  | 906  | 872  | 832  |
| Quellen: Cassini und INSEE |      |      |      |      |      |      |      |      |      |

## Sehenswürdigkeiten
- Kirche Saint-Hilaire
- Menhir von Haute-Borne, seit 1889 Monument historique

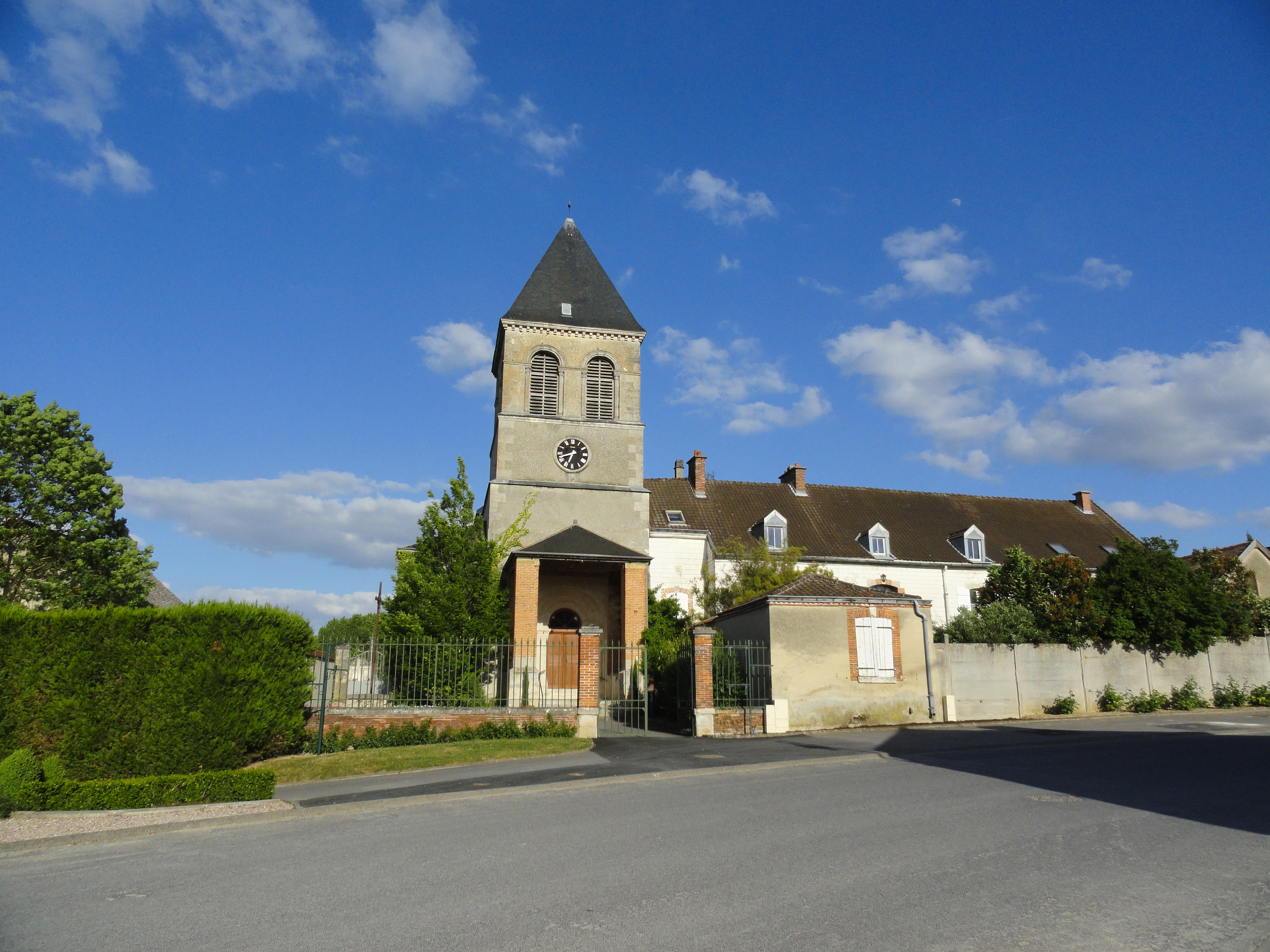
Kirche Saint-Hilaire
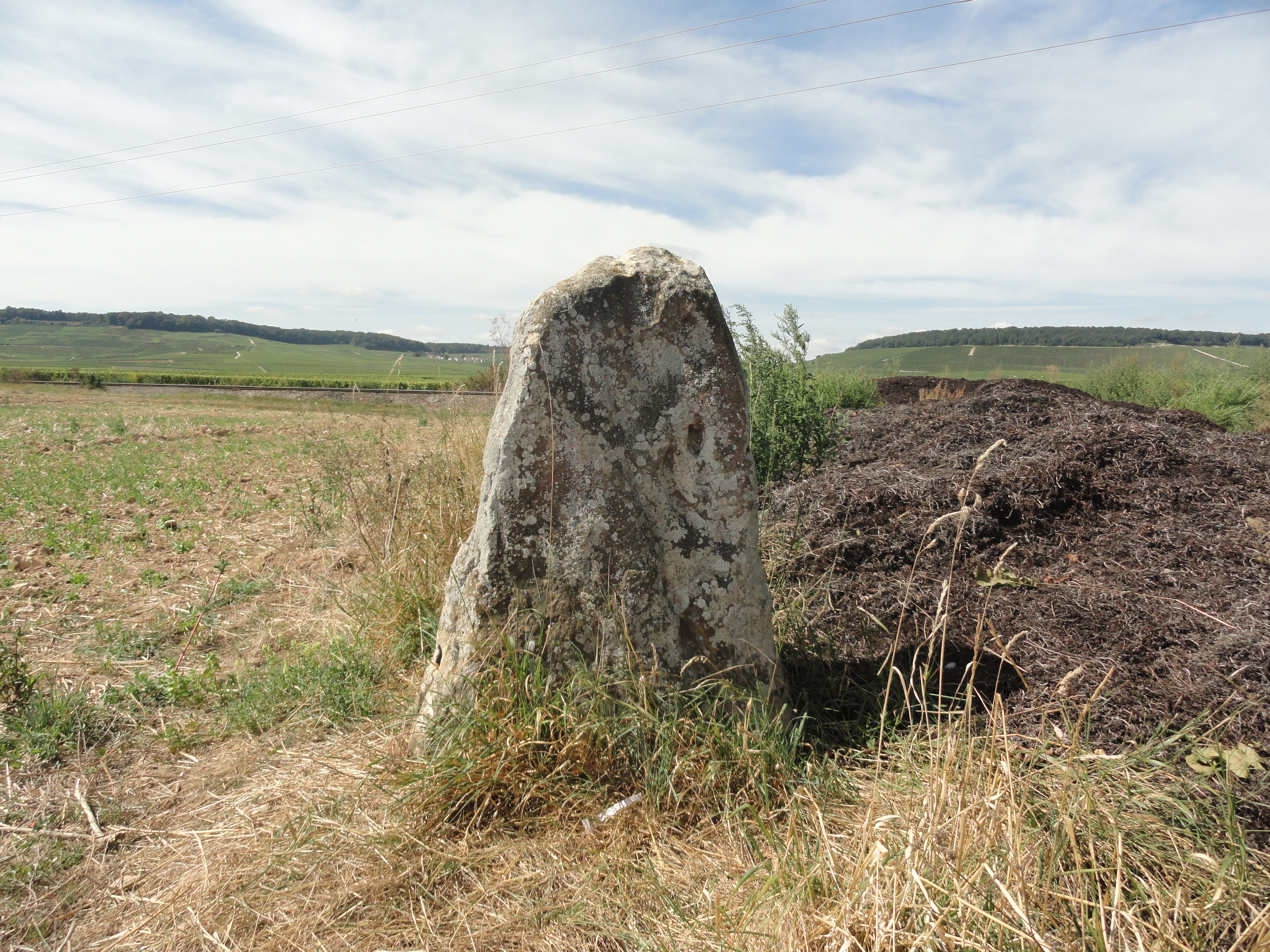
Menhir von Haute-Borne